# The Barber
Pour les articles homonymes, voir The Man Who Wasn't There.
Ne doit pas être confondu avec L'Homme qui n'était pas là.
Pour plus de détails, voir Fiche technique et Distribution.
The Barber ou L'Homme qui n'était pas là au Québec (The Man Who Wasn't There) est un film américano-britannique réalisé par Joel Coen et sorti en 2001. C'est le 9e film des frères Coen Le film est en noir et blanc et dispose d'une version en couleurs pour son exploitation en vidéo.
Cette même année, le film reçut le prix de la mise en scène au festival de Cannes, ex æquo avec Mulholland Drive de David Lynch.

## Résumé

### Présentation des personnages et mise en place de l'intrigue
Santa Rosa, Californie, 1949. Ed Crane est coiffeur dans le salon de coiffure appartenant aux parents de sa femme Doris et à son beau-frère Frank. Ed est un homme rongé par la mélancolie. Un jour, un client nommé Creighton Tolliver lui révèle qu'il recherche un associé pour ouvrir un salon de nettoyage à sec. Creighton, voyageur de commerce, s'occuperait de la logistique pratique, tandis que l'associé serait l'apporteur de capital, les bénéfices étant partagés par moitié.
Pour récupérer rapidement de l'argent, Ed décide de faire chanter son ami « Big Dave » avec lequel sa femme Doris le trompe. Ed lui envoie donc une lettre anonyme lui ordonnant de payer 10 000 dollars. L'argent obtenu lui permettrait ainsi de redémarrer sa vie grâce à une association faite avec le voyageur de commerce.
Dave renonce à un important projet professionnel qu'il avait en vue et paie la somme réclamée ; Ed remet cette somme au voyageur de commerce.
Mais les choses tournent mal lorsque Dave découvre que c’est Ed qui le fait chanter. En effet, il a croisé la route du voyageur de commerce, l'a frappé et celui-ci lui a parlé d'Ed et des 10 000 dollars. Dave, ayant compris la manœuvre de son ami, le fait venir dans son magasin, le menace et tente de le tuer en l'étranglant. Ed se défend et lui plante un couteau dans la carotide : Dave s'écroule raide mort.

### Doris accusée d'un meurtre qu'elle n'a pas commis
La police, durant l'enquête, apprend que Doris et Dave avaient une liaison et un témoin croit se souvenir que le soir du meurtre Doris était au magasin de Dave. Les policiers pensent donc que c'est Doris qui a tué Dave et qui a tout organisé. Elle est incarcérée.
Ed sait bien que sa femme n'a rien fait ; la famille de cette dernière fait appel à un ténor du barreau, Me Freddy Riedenschneider, qui a recours à des détectives privés. Ed fait aussi la connaissance de Rachel, surnommée « Birdy », 15 ans, fille d'un des clients du salon de coiffure ; Birdy joue passablement bien du piano, mais Ed pense qu'elle en joue admirablement.
Ed apprend que le voyageur de commerce a disparu dans la nature avec les 10 000 dollars : toute sa lamentable « magouille » n'a servi à rien et a abouti à la ruine et à la mort de son ami, à l'incarcération de son épouse et à une solitude plus profonde encore.
L'avocat apprend par ses détectives que Dave, en fait, avait menti sur ses activités pendant la Seconde Guerre mondiale, durant laquelle il n'avait rien fait d'héroïque, contrairement à ce qu'il prétendait. Il prépare activement le procès. Lorsqu’un jour Ed s'accuse devant Doris et Me Riedenschneider du meurtre de Dave, l'accusée comme l'avocat ne le croient pas et prennent ses paroles comme une pure manœuvre pour tenter de sauver Doris.
Le jour de l'ouverture du procès, le juge annonce aux personnes présentes que Doris vient de se suicider par pendaison, et que le procès n'aura donc pas lieu.

### Ed accusé d'un meurtre qu'il n'a pas commis
Par la suite, Ed apprend que lors du décès, Doris était enceinte d'au moins trois mois : comme ils n'avaient pas eu de relations sexuelles depuis très longtemps, l'enfant ne pouvait être que de Dave. Il revoit aussi Rachel-Birdy, qui se montre plus mûre que ce à quoi il s'attendait.
Un jour, en revenant d'une audition avec Rachel-Birdy, celle-ci lui fait des avances alors qu'il conduisait. Ils ont un grave accident de voiture. Ed se réveille à l'hôpital. À son chevet, des policiers lui annoncent qu'il est accusé de meurtre. Ed croit que l'on fait allusion à Birdy ; mais non : elle n'a eu qu'une clavicule cassée. C'est donc pour le meurtre de Dave ? Non plus ! En réalité Ed, interloqué, apprend qu'il est accusé du meurtre du représentant de commerce.
En fait, c'est Dave qui avait tué cet homme et avait envoyé son corps au fond d'un lac. Et lorsque la police a retrouvé le corps, on a découvert près de lui le contrat faisant état de la société à créer avec lui, des 10 000 dollars, du partage par moitié des bénéfices. On suppose donc qu'Ed a tué cet homme par vengeance, parce qu'il avait pris la fuite avec son argent.
Un procès est organisé quelques mois après. L'ancien avocat de Doris, Me Riedenschneider, défend brillamment Ed et sa plaidoirie convainc le jury, mais le procès est annulé in extremis en raison d'un vice de procédure (le beau-frère d'Ed tente de le frapper durant la plaidoirie).
Lors du second procès, il est défendu par un avocat qui n'a pas le talent de Me Riedenschneider : l'avocat plaide coupable et sollicite les circonstances atténuantes. Mais Ed est toutefois condamné à la peine de mort.
La dernière image montre Ed sur la chaise électrique, avec le surveillant pénitentiaire qui actionne la manette envoyant le courant électrique.

## Fiche technique
- Titre original : The Man Who Wasn't There
- Titre français complet : The Barber : l'homme qui n'était pas là
- Titre québécois : L'Homme qui n'était pas là
- Réalisation : Joel Coen, Ethan Coen (non crédité)[1]
- Scénario : Joel et Ethan Coen
- Musique originale : Carter Burwell
- Directeur de la photographie : Roger Deakins
- Direction artistique : Chris Gorak
- Décors : Dennis Gassner
- Costumes : Mary Zophres
- Montage : Tricia Cooke, Ethan Coen et Joel Coen
- Production : Tim Bevan, Eric Fellner (producteurs exécutifs) ; Ethan Coen (producteur) ; John Cameron (coproducteur) ; Robert Graf (producteur associé)
- Sociétés de production : Good Machine, Gramercy Pictures, Mike Zoss Productions, The KL Line et Working Title Films
- Distribution : USA Films (États-Unis), BAC Films (France)
- Budget : 20 millions USD
- Pays de production :  États-Unis,  Royaume-Uni
- Langues originales : anglais, italien, français
- Format : Noir et blanc • 1,85:1 • 35mm - son DTS • Dolby Digital • SDDS
- Genre : Néo-noir[2], drame
- Durée : 116 minutes
- Dates de sortie :
  - France : 13 mai 2001 (festival de Cannes)
  - États-Unis : 2 novembre 2001 (sortie limitée)
  - France : 7 novembre 2001

## Distribution
- Billy Bob Thornton (VF : Féodor Atkine) : Ed Crane
- Frances McDormand (VF : Nanou Garcia) : Doris Crane
- Michael Badalucco (VF : Laurent Montel) : Frank Raffo
- James Gandolfini (VF : Gabriel Le Doze) : Dave « Big Dave » Brewster
- Jon Polito (VF : Jean-Michel Farcy) : Creighton Tolliver
- Scarlett Johansson (VF : Anna Sigalevitch) : Rachael « Birdy » Abundas
- Richard Jenkins : Walter Abundas
- Tony Shalhoub (VF : Jacques Bonnaffé) : Freddy Riedenschneider
- Katherine Borowitz : Ann Nirdlinger Brewster
- Christopher Kriesa (VF : Michel Fortin) : inspecteur Persky
- Brian Haley (en) : inspecteur Pete Krebs
- Jack McGee : Burns
- Adam Alexi-Malle (en) (VF : Daniel Kenigsberg) : Jacques Carcanogues
- Alan Fudge : Dr Diedrickson
- Gregg Binkley : l'homme nouveau
- Abraham Benrubi (VF : Pascal Casanova) : le jeune homme à la fête
- Brooke Smith : la prisonnière en sanglots
- E. J. Callahan (VF : Hubert Drac) : le client
- Christopher McDonald : le vendeur du Macadam
- Seymour Cassel : le spectateur à l'exécution (non crédité)
- John Michael Higgins : le médecin des urgences (non crédité)
- Jennifer Jason Leigh : la détenue (non crédité)

Source et légende : version française (VF) sur Voxofilm et selon le carton du doublage français.

## Production

### Genèse et développement
L'idée de départ du film vient d'une scène du 5e film des frères Coen, Le Grand Saut (1994). La scène se passe dans un salon de coiffure, dans laquelle il y avait une affiche présentant des coupes de cheveux des années 1940. Les deux frères ont alors commencé à imaginer une histoire autour d'un coiffeur qui aurait pu réaliser ces coupes.
Pour ce film, les frères Coen s'inspirent du travail de James Cain. L'histoire a également de nombreux points communs avec L’Étranger d’Albert Camus (éd. Gallimard, juin 1942).

### Tournage
Le tournage a eu lieu du 26 juillet 2000 au 1er septembre 2000 en Californie (Glendale, Los Angeles, Orange, Pasadena et Santa Rosa).

## Bande originale
Bandes originales des films des frères Coen
O'Brother
(2000) Intolérable Cruauté
(2003)
La bande originale est composée par Carter Burwell, qui a travaillé sur tous les films précédents des frères Coen excepté O'Brother. Tout au long du film, de nombreux extraits de sonates de Ludwig van Beethoven sont entendus. Parmi eux, la Pathétique, l'Appassionata, la Clair de Lune ou encore la 30e sonate.
Liste des titres
1. "Birdy's 'Pathétique'" (Sonate pour piano nº 8 Op. 13 de Beethoven) - Jonathan Feldman – 1:17
2. "Che soave zeffiretto" (tiré Le nozze di Figaro de Wolfgang Amadeus Mozart) - Edith Mathis & Gundula Janowitz (avec l'orchestre Deutsche Oper Berlin, dirigé par Karl Böhm) – 3:33
3. "Bringing Doris Home" (Sonate pour piano nº 25 Op. 79 de Beethoven) - Jonathan Feldman – 1:18
4. "I Met Doris Blind" – 1:15
5. "Ed Visits Dave" – 1:03
6. "Ed Returns Home" (Sonate pour piano nº 23 "Appassionata" 2e mouvement de Beethoven) – 1:57
7. "I Love You Birdy Abundas!" – 0:42
8. "Nirdlinger's Swing" – 5:12
9. "Moonlight Sonata" (Sonate pour piano nº 14 Op. 27 de Beethoven) - Jonathan Feldman – 2:29
10. "The Fight" – 3:01
11. "The Bank" – 1:03
12. "Adagio Cantabile" (Sonate pour piano nº 8 Op. 13 de Beethoven) - Jonathan Feldman – 5:33
13. "The Trial of Ed Crane" – 3:52
14. "Andante Cantabile" (Trio avec piano n° 7 Op. 97 ("Archduke") de Beethoven) - Beaux Arts Trio – 13:28

## Distinctions

### Récompenses
- Festival de Cannes 2001 : prix de la mise en scène pour Joel Coen (ex æquo avec Mulholland Drive de David Lynch)[8]
- Boston Society of Film Critics Awards 2001 : meilleure photographie pour Roger Deakins
- San Diego Film Critics Society Awards 2001 : meilleure photographie pour Roger Deakins
- Southeastern Film Critics Association Awards 2001 : meilleur acteur pour Billy Bob Thornton
- Los Angeles Film Critics Association Awards 2001 : meilleure photographie pour Roger Deakins
- Australian Film Institute Awards 2002 : directeur de la photographie de l'année pour Roger Deakins
- American Society of Cinematographers 2002 : meilleure photographie d'un film pour Roger Deakins
- BAFTA 2002 : meilleure photographie pour Roger Deakins
- Prix David di Donatello 2002 : meilleur film étranger
- London Film Critics Circle Awards 2002 : acteur de l'année pour Billy Bob Thornton, scénaristes de l'année pour Joel et Ethan Coen
- Satellite Awards 2002 : meilleure photographie pour Roger Deakins
- Russian Guild of Film Critics Awards 2002 : meilleur acteur pour Billy Bob Thornton
- Chlotrudis Awards 2002 : meilleur acteur pour Billy Bob Thornton

### Nominations
- Oscars 2002 : meilleure photographie pour Roger Deakins
- César 2002 : meilleur film étranger
- Australian Film Institute Awards 2002 : meilleur film, meilleur acteur pour Billy Bob Thornton, meilleur second rôle masculin pour Tony Shalhoub
- Saturn Awards 2002 : meilleur film d'action, d'aventures ou thriller, meilleur acteur pour Billy Bob Thornton, meilleure actrice dans un second rôle pour Frances McDormand
- Critics Choice Awards 2002 : meilleur film, meilleur scénario pour Joel et Ethan Coen
- Chlotrudis Awards 2002 : meilleure photographie d'un film pour Roger Deakins
- Bodil 2003 : meilleur film américain

## Autour du film
- Le film est en noir et blanc, ce qui souligne le contraste et rend hommage aux films noirs des années 1940. Les producteurs avaient exigé qu'il existe une version en couleurs destinée au marché vidéo. Cette version est disponible sur le coffret collector 3 DVD du film.
- L'histoire du film se déroule dans la ville de Santa Rosa en Californie, là même où se situait l'action de L'Ombre d'un doute d'Alfred Hitchcock[9].
- Lors de la première confrontation entre l'avocat Riedenschneider et le couple Crane, l'avocat évoque le meurtre en parlant d'un coup de stylet dans l'aorte et montre son cou. Il s'agit de la carotide qui est atteinte (erreur de la version doublée en français) et non de l'aorte qui se trouve elle dans la région du cœur.

## Clins d’œil
- L'hôtel où loge Creighton Tolliver s'appelle le Hobert Arms. Un hôtel portait le même nom dans Le Grand Sommeil de Howard Hawks 1946.
- Le nom du personnage interprété par Tony Shalhoub, Riedenschneider, est une référence au personnage joué par Sam Jaffe dans Quand la ville dort de John Huston (1950).
- L'avocat Freddy Riedenschneider évoque l'énoncé du principe d'incertitude en recherchant des arguments pour sa plaidoirie, provenant d'après lui d'un « schleu nommé Fritz ou Werner, peu importe ».